# Wojciech Walosiński
Wojciech Andrzej Walosiński pseudonim „Alf” (ur. 26 lutego 1925, zm. 18 lipca 2014) – polski żołnierz podziemia niepodległościowego w czasie II wojny światowej, żołnierz AK, uczestnik powstania warszawskiego, adwokat i działacz samorządu adwokackiego. 

## Życiorys
W czasie II wojny światowej był działaczem podziemia w ramach AK, brał udział w powstaniu warszawskim jako strzelec 4. kompanii „Odwet” – 3 batalionu pancernego „Golski” – V Obwód (Mokotów) Warszawskiego Okręgu AK.
Po wojnie pracował jako adwokat, był między innymi członkiem Zespołu Adwokackiego Nr 1 w Radomsku (1957–1965), Zespołu Adwokackiego Nr 1 w Skierniewicach (1965–1975), Zespołu Adwokackiego Nr 2 w Grójcu (1975–1978) oraz Zespołu Adwokackiego Nr 30 w Warszawie (1978–1994). W latach 1986–2010 piastował funkcję zastępcy Rzecznika Dyscyplinarnego Naczelnej Rady Adwokacjiej (NRA), a w latach 1992–1995 sędziego Wyższego Sądu Dyscyplinarnego NRA.

## Wybrane odznaczenia
- Krzyż Oficerski Orderu Odrodzenia Polski
- Krzyż Kawalerski Orderu Odrodzenia Polski
- Krzyż Armii Krajowej
- Medal Wojska
- Odznaka „Adwokatura Zasłużonym”